# Margret Knoop-Schellbach
Margret Knoop-Schellbach (* 26. Oktober 1913 in Hamburg als Margret Schellbach; † 18. September 2004 in Kiel) war eine deutsche Malerin und Kunsterzieherin.

## Leben
Margret Knoop-Schellbach war die Tochter des Schriftstellers Hermann C. Schellbach; sie hatte zwei Schwestern.
Nach ihrer Ausbildung arbeitete sie als Hortnerin für sozial geschädigte Kinder in Hamburg-St. Pauli. Da sie oft nur unter sehr großen Schwierigkeiten an das Wesen dieser Kinder herankam, begann sie Porträtskizzen anzufertigen. Diese Porträts von verwahrlosten Kindern in Hamburg gelangten 1932 einem Akademiedirektor in die Hände; dieser richtete ihr die erste Ausstellung ein. Auf dieser Ausstellung wurde ihr Talent erkannt und sie erhielt von der Hamburger Kunsthalle ein Stipendium an der Kunstakademie Hamburg, wollte dann jedoch lieber von einem Maler ausgebildet werden und studierte in Hamburg Malerei als Meisterschülerin bei Willy Knoop. Als beide 1937 von den Nationalsozialisten als „entartete Künstler“ diffamiert wurden, emigrierten sie nach Belgrad und bereisten Jugoslawien und Griechenland.  Dort nahm Knoop-Schellbach eine Lehrtätigkeit an der Belgrader Kunstakademie (heute Universität der Künste Belgrad) an. Im Folgejahr ließ sich das Paar in Wien nieder, wo sie am 22. Dezember 1938 heirateten. Knoop-Schellbach nahm ihr weiteres Studium bei Josef Hoffmann auf und arbeitete im Atelier Wiener Kunsthandwerk mit. Eine Ausstellung, die im Wiener Kärntnerring gezeigt werden sollte, wurde vor der Eröffnung von den Nationalsozialisten geschlossen. Während des Krieges studierte sie Bildhauerei bei Gustav Resatz. 1945 verbrannten zahlreiche Werke von Knoop-Schellbach und ihrem Ehemann in Gloggnitz beim Einmarsch der russischen Armee.
1946 siedelte sie mit ihrem Ehemann an dessen Geburtsort nach Lütjenburg in Schleswig-Holstein über, wo sie zusammen mit ihrem adoptierten Sohn in den ersten Jahren in einer Strandbaracke in Hohwacht lebten; in dieser Hütte entstanden Arbeiten gemeinsam mit ihrem Ehemann, sowie ihr erstes Nachkriegswerk, die Mappe Wedder to Huus.
Später zog die Familie in das Elternhaus in die Plöner Str. 15 in Lütjenburg. Zum Gelderwerb ging Knoop-Schellbach mit selbstgeschnitzten Puppen auf Puppentheater-Tournee, bis sie 1952 eine Anstellung als Kunsterzieherin an der Friedrich-Junge-Realschule in Kiel erhielt; dort war sie bis 1972 tätig und war im Westring (Westseite) in der Nähe des Geibelplatzes wohnhaft.
In den 1950er und 1960er Jahren entstanden vornehmlich Landschaftsbilder in Öl und Aquarell sowie Bildnisse und eigene Kompositionen. In den letzten Jahrzehnten hat sie die Thematik ihrer Bilder und anderer Arbeiten, unter anderem Glasfenster, stärker auf religiöse Inhalte ausgerichtet. Sie engagierte sich für den gedanklichen Austausch und die Zusammenarbeit verschiedener Konfessionen.
Nach dem Tod ihres Ehemannes 1966 unternahm sie zahlreiche Studienreisen in europäische und überseeische Länder, unter anderem nach Tansania, Indonesien, Ägypten und Israel.
1981 gestaltete sie  die Kirche zu den Seligpreisungen in Lobenhausen bei Körle als Gesamtkunstwerk mit. Sie schuf die Glasfenster, stattete die Kirche mit Bildern aus und schnitzte das Kirchenportal. Die Stuhlkissen wurden nach ihren Entwürfen von den Körler Frauen bestickt. Während dieser Zeit wohnte sie in ihrer „Bauhütte“, einer Wohngemeinschaft mit Handwerkern und Studenten im ehemaligen Pfarrhaus in Grebenau, die sie bei ihren Arbeiten unterstützten. Als Dank entschloss sich die Stadt Körle 1984 dazu, ein Knoop-Schellbach-Museum einzurichten, das am 26. Oktober 1985 eröffnet wurde. In dem Museum sind ihre Ölbilder, Aquarelle, Zeichnungen, Reliefgemälde, Schnitzarbeiten, Kupfer- und Silbertreibarbeiten, Skulpturen, Stoffmalereien, Glasmosaike und Hinterglasbilder, thematisch in sieben Räumen geordnet.
1988 kuratierte sie eine Ausstellung in Lütjenburg zum 100-jährigen Geburtstag ihres „Malermanns“; dazu gab sie eine gemalte und handgeschriebene Auflage von 750 Exemplaren mit dem Titel Angelbruder Knoop heraus.
Gemeinsam mit ihrem Ehemann war sie mit dem Maler Hanns Radau befreundet.
Margret Knoop-Schellbach starb am 18. September 2004 und wurde am 2. Oktober 2004 auf dem Friedhof Körle, im Ortsteil Lobenhausen, beigesetzt.

## Ausstellungen
- 1948: Ausstellung im Städtischen Museum Flensburg
- 1954: Landesschau Schleswig-Holsteinischer Künstler
- 1955: Landesschau Schleswig-Holsteinischer Künstler
- 1956: Landesschau Schleswig-Holsteinischer Künstler
- 1961: Landesschau Schleswig-Holsteinischer Künstler
- 1962: Landesschau Schleswig-Holsteinischer Künstler
- 1963: Landesschau Schleswig-Holsteinischer Künstler
- 1975: Ausstellung ars sacra – ars mund im Diözesanmuseum Paderborn[13]
- 2013: Ausstellung zu ihrem hundertjährigen Geburtstag in der Residenz am Park im Kieler Stadtkloster[14]
- Weiterhin war sie an den Ausstellungen der Malerinnen und Bildhauerinnen im Kieler Landeshaus beteiligt
- Marc Chagall vermittelte ihr eine Ausstellung an seinem Wohnort in St. Paul de Vence

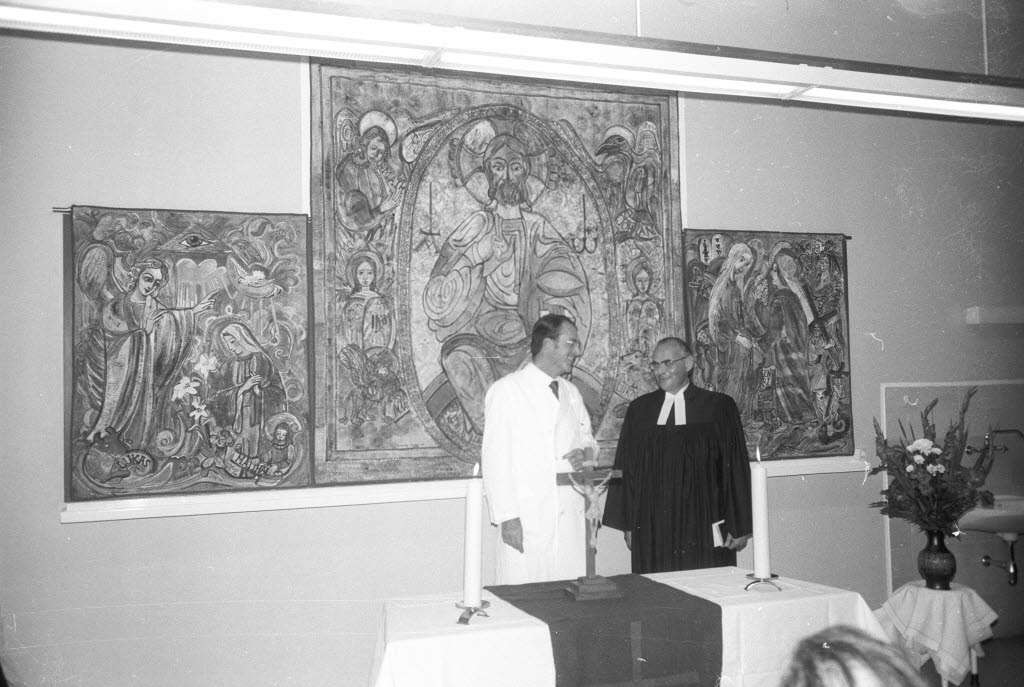
Propst Rumold Küchenmeister (rechts) weiht den gottesdienstlichen Raum in der Kieler Frauenklinik ein; im Bild links der Direktor Kurt Semm (1976)

## Werke (Auswahl)
- Erzbischöfliches Diözesanmuseum, Paderborn
- Franziskus-Museum, Assisi in Italien
- Amt für Kultur und Weiterbildung, Kiel
- Frauenklinik der Universitätsklinik Kiel (Triptychon)
- Margret-Knoop-Schellbach-Museum, Körle[15]

## Schriften
- Jan Vering; Margret Knoop-Schellbach: Zeugen zur Sache. Neuhausen-Stuttgart Hänssler 1981.
- Angelbruder Knoop. Kiel: Selbstverlag, 1986.
- Daselbst findet man Gold: Führer durch das Margret-Knoop-Schellbach-Museum in Körle. Gemeinde Körle 1988.
- Karin Jeromin; Margret Knoop-Schellbach: Feste des Lebens: ein biblisches Hausbuch. Stuttgart: Deutsche Bibelgesellschaft, 1993.
- Margret Knoop-Schellbach; Wilfried Reuter: Das Licht leuchtet in der Dunkelheit – Jesusgeschichten nach dem Evangelisten Lukas. Lahr Johannis 1997.